# Biblioteca diocesana (Ariano Irpino)
La biblioteca diocesana costituisce il più antico polo bibliotecario della città di Ariano Irpino e della diocesi di Ariano-Lacedonia. Ubicata nei locali del seminario diocesano, all'interno del palazzo episcopale, è attigua alla cattedrale di Santa Maria Assunta e al museo degli argenti.

## Storia
Una prima raccolta libraria diocesana fu costituita nel 1451 dal vescovo Orso De Leone, tuttavia tale collezione primaria andò dispersa per effetto del disastroso terremoto del dicembre 1456 che provocò anche gravi danni strutturali alla basilica cattedrale (poi rapidamente restaurata per merito dello stesso De Leone). Fu dunque il vescovo Diomede Carafa a ricostituire la biblioteca nel 1540, benché nei secoli successivi una nuova sequenza sismica provocò ulteriori dispersioni tra il giugno 1688 e il novembre 1732; in tali circostanze le perdite furono però relativamente contenute e comunque la biblioteca fu successivamente reintegrata grazie ad alcune donazioni.
Dopo l'unità d'Italia il seminario diocesano fu assegnato in gestione provvisoria al comune di Ariano di Puglia (antica denominazione della città) che vi fece confluire i testi storici provenienti dai conventi scolopi di Ariano, alcantarini di Mirabella e francescani di Ariano, Montecalvo, Casalbore e San Giovanni del Palco di Lauro (nel 1866 tali ordini erano stati soppressi per legge e i relativi beni secolarizzati); tuttavia, a partire dal 1920, la biblioteca comunale Pasquale Stanislao Mancini fu definitivamente scorporata e trasferita nel palazzo del Teatro, mentre la biblioteca diocesana continuò a occupare la sua sede storica ove trovano posto anche l'archivio storico della curia vescovile e un fondo che raccoglie tutte le opere letterarie del sacerdote-poeta Pietro Paolo Parzanese.

## Patrimonio
La biblioteca possiede 32 686 volumi e opuscoli con diverse migliaia di edizioni antiche (opere stampate tra il '500 e il '700) nonché un centinaio di pergamene e 18 manoscritti. La collezione è collocata su scaffali aperti estesi per 573 metri lineari, cui si aggiungono scaffali di magazzino per ulteriori 72 metri lineari.